# Mentone (Califòrnia)
Mentone és una concentració de població designada pel cens dels Estats Units a l'estat de Califòrnia. Segons el cens del 2000 tenia 7.803 habitants.

## Demografia
Segons el cens del 2000, Mentone tenia 7.803 habitants, 2.757 habitatges, i 1.891 famílies. La densitat de població era de 483,6 habitants/km².
Dels 2.757 habitatges en un 39,5% hi vivien nens de menys de 18 anys, en un 49,9% hi vivien parelles casades, en un 13,6% dones solteres, i en un 31,4% no eren unitats familiars. En el 24,5% dels habitatges hi vivien persones soles el 7,1% de les quals corresponia a persones de 65 anys o més que vivien soles. El nombre mitjà de persones vivint en cada habitatge era de 2,77 i el nombre mitjà de persones que vivien en cada família era de 3,33.
Per edats la població es repartia de la següent manera: un 30,7% tenia menys de 18 anys, un 9,9% entre 18 i 24, un 30,8% entre 25 i 44, un 19,7% de 45 a 60 i un 9% 65 anys o més.
L'edat mediana era de 32 anys. Per cada 100 dones de 18 o més anys hi havia 91,9 homes.
La renda mediana per habitatge era de 41.225 $ i la renda mediana per família de 47.786 $. Els homes tenien una renda mediana de 40.888 $ mentre que les dones 29.495 $. La renda per capita de la població era de 17.781 $. Entorn del 8,8% de les famílies i el 10,4% de la població estaven per davall del llindar de pobresa.

## Poblacions properes
El següent diagrama mostra les poblacions més properes.